# Пейнтон
Пе́йнтон (англ. Paignton) — город в Англии, в графстве Девон.
Население — 48 251 человек (по данным переписи 2001 года).
Город входит в унитарный район Торбей, созданный в 1998 году. Регион Торбей является популярным местом отдыха, его называют Английской Ривьерой.
Происхождение ведёт от кельтского поселения, первое упоминание которого — в 1089 году. Первоначально — рыбацкая деревня, новая гавань была сооружена в 1847 году.